# Rhizopulvinaria rhizophila
Rhizopulvinaria rhizophila är en insektsart som beskrevs av Bazarov 1963. Rhizopulvinaria rhizophila ingår i släktet Rhizopulvinaria och familjen skålsköldlöss. Inga underarter finns listade i Catalogue of Life.